# デイヴィッド・アレン・バワーズ
ディヴィッド・アレン・バワーズ（英語: David Allen Bowers、1952年5月11日 - ）は、ヴァージニア州ロアノーク市の市長。1992年から2000年までの任期で以前にも同市の市長を務めたことがあり、2015年現在の任期は2008年7月1日から始まっている。民主党員であり、市会議員を務めてから市長に選出された。また弁護士でもあり、市長在職中、また退職後も個人的な弁護士の仕事を続けていた。
1998年の連邦議会下院のヴァージニア州第6地方議席の広報者として民主党からノミネートされたが、現職の共和党員ボブ・グッドラットと選挙の末、敗れた。
2006年5月2日の市議会選挙で政界復帰を目指したが、10人の候補者が3議席を争う中、5番目にとどまった。2008年5月の地方選で民主党現職のネルソン・ハリスに対して無所属でロアノーク市長に立候補、選挙戦を戦った。2012年5月に市長任期継続を問う選挙において、共和党員マーク・ルーカスの得票率48％に対して、得票率52％で勝利した。
2015年11月にバワーズは、シリア難民がロアノーク市に再定住することに関して、第二次世界大戦期間中に行われた日系人の強制収容が肯定すべき先例である旨の発言をした。同強制収容はアメリカの市民権を持つ日系人の3分の2を強制収容所へ送り込んだものであって、この出来事に対して合衆国政府は公式謝罪と、1988年市民の自由法（通称、日系アメリカ人補償法）に基づく補償を行っている。バワーズの発言はすぐさまソーシャルメディアなどにおける反発を受け、辞任を要求する声が上がった。